# Anna Birjukovová
Anna Birjukovová (rusky Анна Бирюкова; * 27. září 1967, Sverdlovsk) je bývalá ruská atletka, mistryně světa, mistryně Evropy a někdejší držitelka světového rekordu v trojskoku.

## Kariéra
S atletikou začínala jako dálkařka. Později však na sebe upozornila, když jako první žena v historii překonala v trojskoku patnáctimetrovou hranici. Na Mistrovství světa v atletice 1993 ve Stuttgartu, kde se konal ženský trojskok poprvé v historii šampionátu postoupila z kvalifikace výkonem 13,85 m. 21. srpna 1993 ve finále skočila do vzdálenosti 15,09 m čímž vytvořila nový světový rekord, když dosavadní výkon Inessy Kravecové z Ukrajiny vylepšila o 14 centimetrů a získala zlatou medaili.
V roce 1994 získala stříbrnou medaili na halovém ME v Paříži a v Helsinkách se stala mistryní Evropy. O rok později vybojovala výkonem 15,08 m bronzovou medaili na světovém šampionátu ve švédském Göteborgu, kde zvítězila v novém světovém rekordu Inessa Kravecová, která skočila 15,50 metru. Stříbro získala Iva Prandževová z Bulharska za 15,18 m.
V roce 1996 reprezentovala na letních olympijských hrách v Atlantě, kde v kvalifikaci skočila 14,19 m a skončila na prvním nepostupovém místě. Kvalifikační limit, který zaručoval postup do finále byl jen o jediný centimetr dál.
V devadesátých letech pobývala i v České republice (Jablonci nad Nisou a Praze), kde se připravovala pod vedením svého manžela.[zdroj?] Vážné zranění, které si přivodila na Mistrovství světa v Athénách v roce 1997 jí na dva roky vyřadilo a svou kariéru ukončila v roce 2000 nejlepším výkonem 14,44 m.